# Cesiumjodide
Cesiumjodide (CsI) is het cesiumzout van waterstofjodide. De stof komt voor als een wit kristallijn poeder, dat goed oplosbaar is in water. De elasticiteitsmodulus bedraagt 5,3 GPa.

## Synthese
Cesiumjodide kan op verscheidene manieren worden gesynthetiseerd. De eerste methode is de reactie van cesiumhydroxide met waterstofjodide:
{\displaystyle \mathrm {CsOH\ +\ HI\longrightarrow \ CsI\ +\ H_{2}O} }
Een andere methode is de neutralisatiereactie van cesiumcarbonaat met waterstofjodide:
{\displaystyle \mathrm {Cs_{2}CO_{3}\ +\ 2\ HI\longrightarrow \ 2\ CsI\ +\ H_{2}O\ +\ CO_{2}} }

## Toepassingen
Cesiumjodide wordt, als alternatief voor kaliumbromide, vaak aangewend in de IR-, UV- en röntgenspectroscopie. Cesiumjodide-kristallen zijn scintillators en worden daarom gebruikt bij elektromagnetische calorimetrie in de deeltjesfysica.

## Kristalstructuur
Cesiumjodide is een kristallijne vaste stof met een kubisch kristalstelsel. Het behoort tot ruimtegroep Pm3m. De zijden van de eenheidscel zijn elk 456,67 pm lang.